# 射場

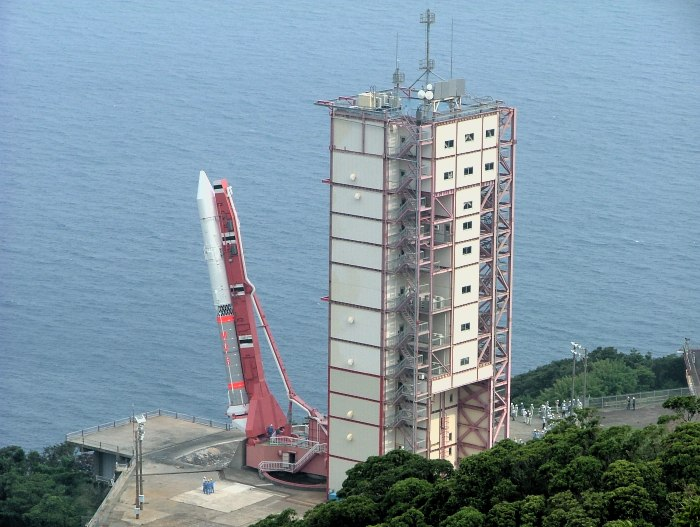
内之浦宇宙空間観測所。安全性を考慮して海岸沿いに建設されている。また傾斜発射する理由はロケットを早く海上に出して、万一事故が発生した場合の被害を少なくするためである。

射場（しゃじょう、launch site）とは、ロケット等を打ち上げる施設のこと。発射場とも呼ばれる。宇宙へ向けて人工衛星を打ち上げるローンチ・ヴィークルの射場については宇宙船基地などと呼ぶこともある。通常はNASAなどの宇宙開発機関が管理する。空軍の基地と人工衛星の射場が共用されていることもある。民間宇宙飛行の観点から、宇宙港 (Spaceport) と称する施設もある。
静止衛星の射場は、地球の自転を利用してロケット燃料をなるべく使わずに軌道速度を得るため、赤道に近い場所にあることが多い。

## 射場の条件

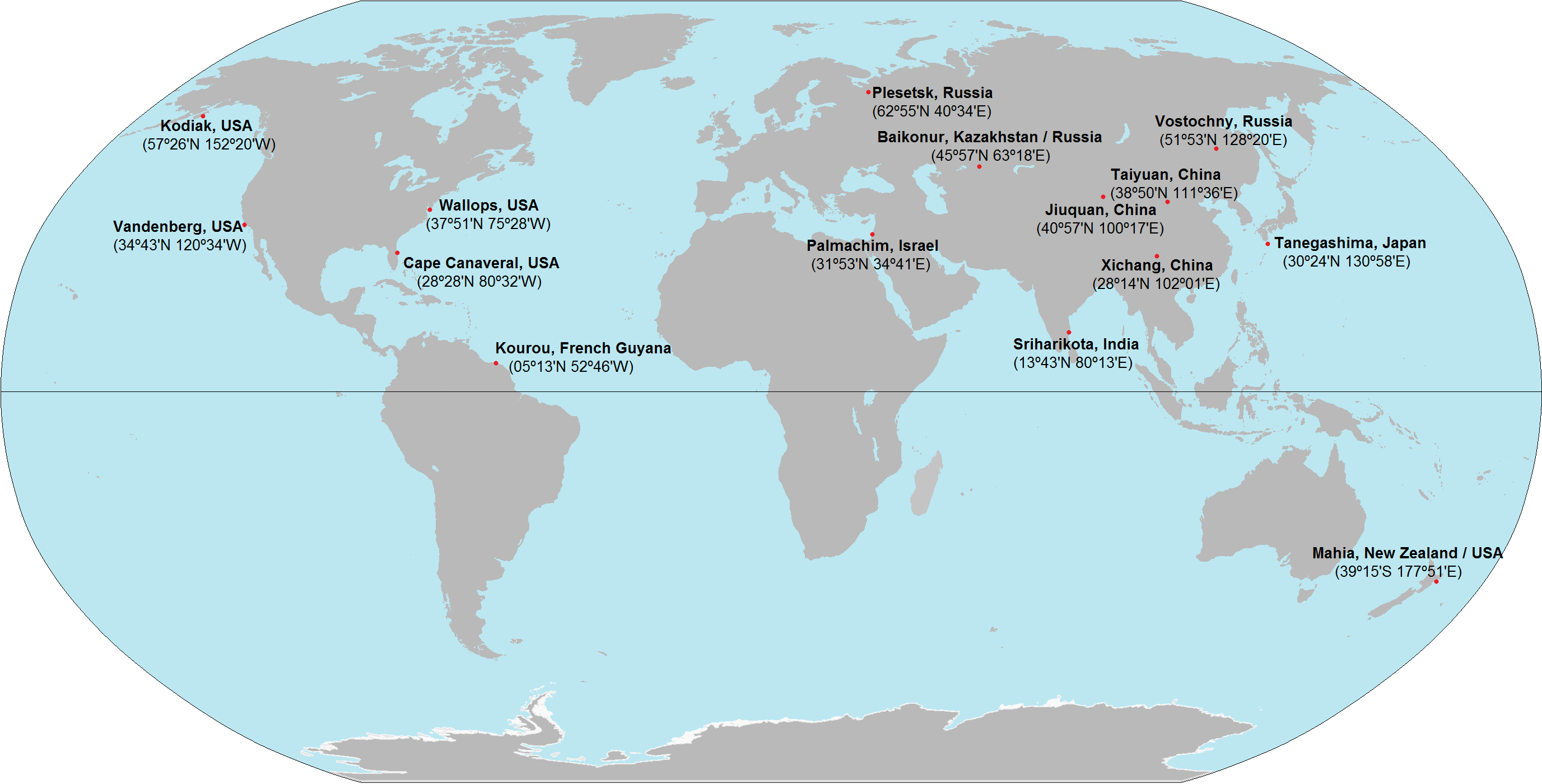
稼働中の射場

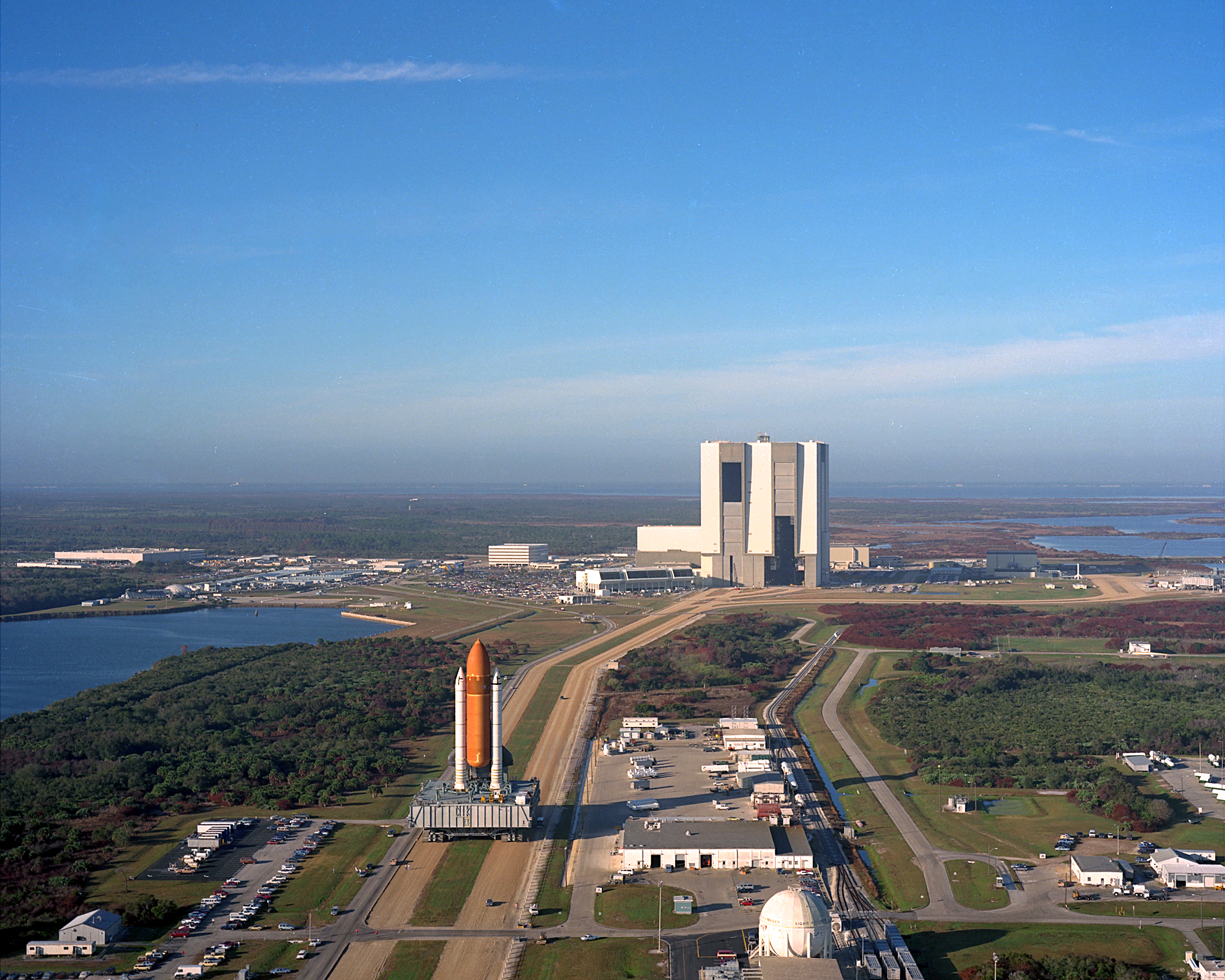
ケネディ宇宙センター

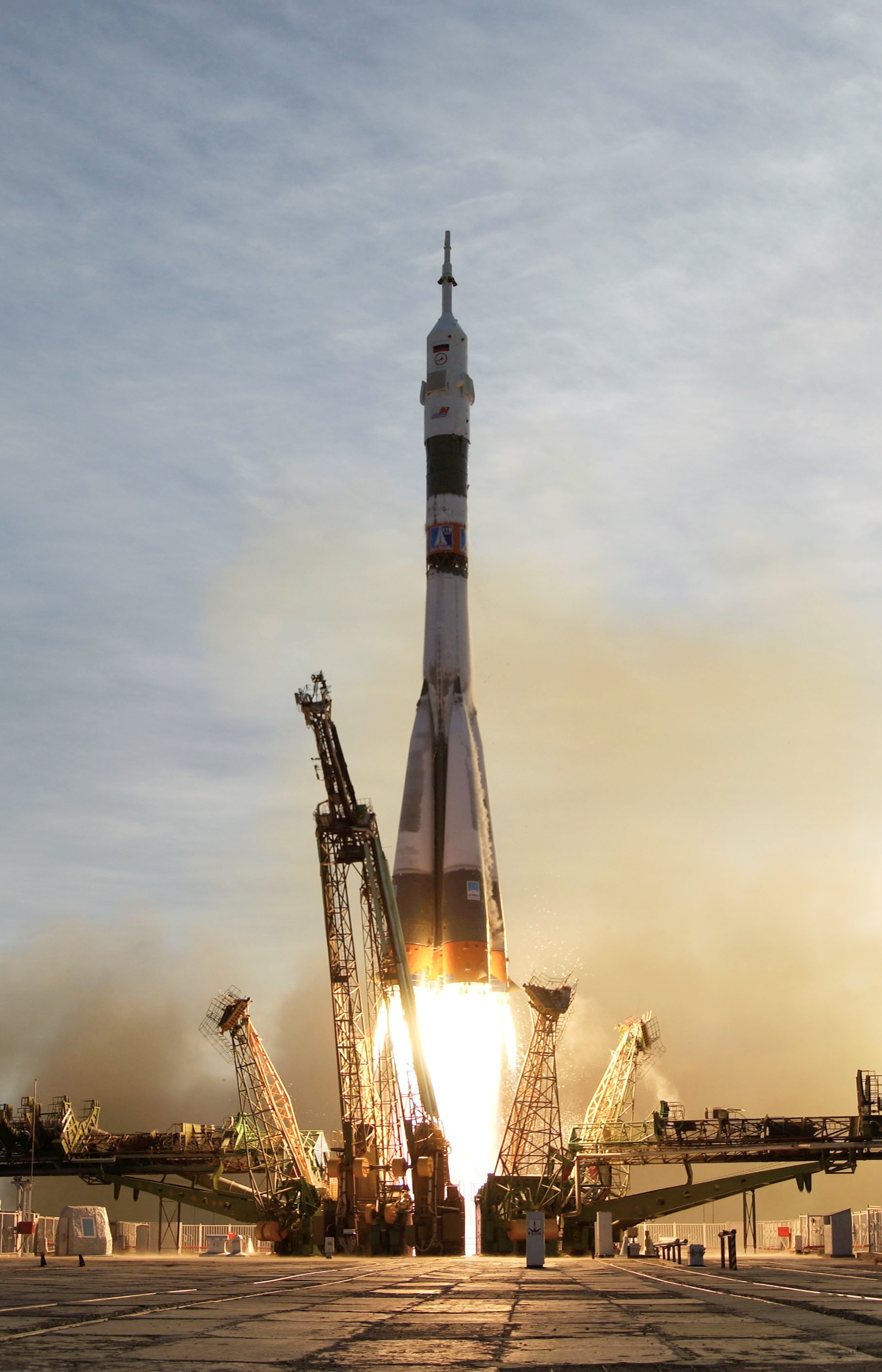
バイコヌール宇宙基地から打ち上げられたソユーズTMA-5

ロケット発射の安全性、確実性などを確保するため以下のような自然・地理的および人為的条件があげられる。 

### 緯度
射場の位置は低緯度が望まれ、出来れば赤道直下が最適となる。赤道直下から真東に発射されたロケットは地球の自転遠心力をもっとも効率よく利用できる。また、打ち上げ後に赤道面への静止衛星投入のための移動に伴う衛星搭載燃料が少なく済み、相対的にロケットの搭載量低下、衛星の大型化が行える。赤道直下で真東に発射する場合、第一宇宙速度の 7.9km/s に対し地球自転周速度の分 0.46km/s だけロケットの燃料を節約できるのは大きな利点である。日本の種子島宇宙センターは緯度30度に位置し、0.4km/s だけ地球の自転が利用できる。

### 安全確保
発射場では大量の火薬類や危険物を扱うため、十分に広い土地を必要とする。また発射後のロケット各段の落下点に加え、万一故障した場合の飛翔経路、破損した場合の破片の落下範囲などを考慮して、人的・物的被害の出ないように発射場の位置や発射方向が決定される。ゆえにロシアや中国のように射場を人の少ない内陸部にとれる場合を除き、海に面した場所に射場を設置することが多い。海に向かって発射する場合にも海上船舶を考慮する必要がある。一般に陸地や島の存在によって発射方位は制限を受け、漁期との関係で発射期間が限られている射場もある。そのほかにも航空路なども考慮されねばならない。イスラエルでは東側のアラブ諸国とのトラブルを避けるため、打ち上げ速度の不利を承知で西向きに打ち上げが行われている。

### 天候
発射の天候待ちを減らし射場の年間利用率向上のため、年間を通じて晴れの多い安定した気候、発射時ロケットの姿勢に影響を及ぼす風があまり強くないことなどが条件として挙げられる。

## 地上設備
最低でも、ロケットを組み立てる施設、打ち上げのためのロケット固定施設、液体燃料ロケットの場合にはロケット燃料を保管し注入する施設などが必要である。人工衛星を打ち上げる場合は大気圏外までの管制を行う施設、さらに有人飛行の場合には宇宙飛行士の宿泊施設や待機場所等も必要となる。軌道投入後は管制業務は運用担当施設に引き継がれる。

## その他
- 2019年、中国は長征11号の海上からの打ち上げに成功。民間船舶を射場として利用したものであった[4]。